# Shahida Hassan
Syeda Shahida Hassan (en urdu: شاهدا حسن , Chittagong, Bangladés, 24 de noviembre de 1953) es una afamada poetisa pakistaní contemporánea.
Estudió en la Universidad de Karachi, y es conocida por sus gazales y poemas. Participa frecuentemente en recitales u otros eventos donde la invitan a narrar sus creaciones.